# Distretto di Çarşamba
Il distretto di Çarşamba (in turco Çarşamba ilçesi) è uno dei distretti della provincia di Samsun, in Turchia.